# 비전달 배우자세포
비전달 배우자세포(영어: gametid)는 수정 후 접합자를 생성하는 배우자체에 대한 상보적 배우자체이다. 감수 분열 동안 네 개의 배우자체, 즉 반수체 세포는 이배체 세포 분열의 산물이다. 두 개의 배우자체, 즉 난자와 정자가 수정 중에 결합하여 접합자를 생성한다. 접합자를 생성하는 각 배우자체마다 상보적 배우자체, 즉 배우자체가 있다. 난자와 정자 배우자체 모두에 대한 배우자체가 있다.
배우자체의 다른 용어는 비전달 배우자체(영어: nontransmitted gamete)이다. 이러한 배우자체는 접합자를 형성하는 배우자체를 생성하는 동일한 기본 배우자 모세포에서 유래한다. 배우자체가 항상 성숙한 배우자체로 발달하는 것은 아니다. 성숙한 배우자체로 발달하지 않는 배우자체의 일반적인 예로는 극체(polar body)가 있다. 배우자 형성은 성숙한 배우자체가 생성되는 과정이다. 순차적으로, 생식세포는 1차 생식모세포에서 2차 생식모세포, 생식세포군, 마지막으로 생식세포로 발달한다.

## 같이 보기
- 생식모세포
- 생식자
- 배세포